# Джигит, Соломон Давидович
Соломон Давидович Джигит (1873 — 1937) — русский политический деятель караимского происхождения. Городской голова Евпатории в 1918—1919 годах при власти 2-го Крымского краевого правительства.
Родился в 1873 году в караимской семье. Брат, Самуил Давидович (1883—1951) — учитель математики, окончил физико-математический факультет Новороссийского университета в Одессе. Был видным общественным деятелем в Евпатории. Член социал-демократической партии. Принимал активное участие в караимских делах, написал на русском языке краткий очерк о караимах (не издан). С 25 января или с 6 ноября 1918 года и до апреля 1919 года — городской голова Евпатории при власти 2-го Крымского краевого правительства. Умер в 1937 году.